# 2 septembre 1922
Le samedi 2 septembre 1922 est le 245e jour de l'année 1922.

## Naissances
- Fania Fénelon (morte le 19 décembre 1983), chanteuse française
- Aleksandr Bondar (mort le 14 mai 1992), aviateur soviétique
- Maurice-Yves Castanier (mort le 22 mai 2014), industriel français
- Arthur Ashkin, scientifique américain
- Ole Lando, juriste danois

## Décès
- Arthur Dillon (né le 18 mai 1834), officier de cavalerie et journaliste français
- Henry Lawson (né le 17 juin 1867), poète et écrivain australien

b== Autres événements ==ond